# Muracciole
Muracciole är en kommun i departementet Haute-Corse på ön Korsika i Frankrike. Kommunen ligger i kantonen Venaco som tillhör arrondissementet Corte. År 2022 hade Muracciole 34 invånare.

## Befolkningsutveckling
Antalet invånare i kommunen Muracciole
Referens:INSEE